# زمرة آبلية حرة
في الجبر التجريدي، الزمرة الآبلية الحرة هي زمرة آبلية ذات أساس (مجموعة جزئية من عناصر أساسية) حيث كل عنصر من هذه الزمرة يمكن أن يكتب بطريقة وحيدة ووحيدة فقط على شكل تركيبة خطية من عناصر هذا الأساس باستخدام معاملات صحيحة. للزمر الأبيلية خصائص جميلة تجعلها مشابهة للفضاءات الاتجاهية.

## مثال
لتكن G زمرة تكون المجموع المباشر {\displaystyle \mathbb {Z} \oplus \mathbb {Z} } لنسختين من المجموعة الدورية {\displaystyle \mathbb {Z} } بالشكل: 
{\displaystyle G=\{(a,b)|a,b\in \mathbb {Z} \}}.
أحد الأسس لهذه الزمرة هو {(1,0),(0,1)}. حيث إذا قلنا أن {\displaystyle \ e_{1}=(1,0)} و{\displaystyle \ e_{2}=(0,1)} عندها نستطيع أن نكتب العنصر (4,3) على الشكل التالي: 
{\displaystyle \ (4,3)=4e_{1}+3e_{2}}.